# Сав
Сав (фр. Save, окс. Sava) — река на юго-западе Франции, левый приток Гаронны. Исток на северных склонах Пиренеев около города Ланнемезан, впадает в Гаронну чуть ниже города Гренад-сюр-Гаронн.
Длина — 143 км, площадь бассейна — 1152 км², средний расход воды — 6,32 м³/с. Протекает по территории четырёх департаментов региона Окситания, на реке стоит несколько населённых пунктов: Л’Иль-ан-Додон, Ломбе, Саматан, Л’Иль-Журден, Гренад-сюр-Гаронн.
Крупнейший приток — Жес (Gesse).